# HOOK1
HOOK1‏ (Hook microtubule tethering protein 1) هوَ بروتين يُشَفر بواسطة جين HOOK1 في الإنسان.